# Ольшины (Подляское воеводство)
Ольшины (пол. Olszyny) — деревня в Ломжинском повете Подляского воеводства Польши. Входит в состав гмины Пёнтница. По данным переписи 2011 года, в деревне проживал 281 человек.

## География
Деревня расположена на северо-востоке Польши, на правом берегу реки Лоевек, на расстоянии приблизительно 13 километров к северо-востоку от города Ломжа, административного центра повета. Абсолютная высота — 125 метров над уровнем моря. К северо-западу от населённого пункта проходит региональная автодорога 668.

## История
Согласно «Списку населенных мест Ломжинской губернии», в 1906 году в деревне Ольшины проживало 615 человек (310 мужчин и 305 женщин). В конфессиональном отношении большинство населения деревни составляли католики (604 человека), остальные — евреи (10 человек) и лютеране (1 человек). В административном отношении деревня входила в состав гмины Дроздово Ломжинского уезда.
В период с 1975 по 1998 годы деревня являлась частью Ломжинского воеводства.